# Oryzias javanicus
El medaka de Java es la especie Oryzias javanicus, un pez de agua dulce de la familia adrianictíidos, ampliamente distribuido por Indonesia, Malasia Singapur y Tailandia. También se ha descrito en el río Mekong.

## Importancia para el hombre
Su pesca como alimento no tiene interés comercial por lo que no se ve en los mercados, pero es capturado para su uso en acuariología. Sin embargo, es muy difícil de mantener en acuario.

## Anatomía
Cuerpo alargado y tamaño muy pequeño, con una longitud máxima descrita de 4,5 cm aunque la longitud máxima común es de 3 cm, sin espinas y con sólo 5 a 6 radios blandos en la aeta caudal.

## Hábitat y biología
Habitan las aguas dulces bentopelágicas tropicales, con preferencias de pH ligeramente alcalino entre 7,5 y 8,5 y temperatura entre 22 y 25 °C. Se le encuentra en zanjas, canales y estanques, siempre que haya en la superficie del agua una densa vegetación de plantas acuáticas, entre la cual se alimenta de pequeños crustáceos, insectos y protozoos.